# 利尔
利尔（荷蘭語：Lier，荷蘭語發音：[liːr] ⓘ，法語發音：[ljɛʁ] ⓘ）是比利时弗拉芒大區安特衛普省梅赫倫區的一座城市，通行荷蘭語，是弗拉芒社群的一部分，面积49.70平方千米，人口36,646人（2020年1月1日）。